# Kája Saudek
Kája Saudek (13 de mayo de 1935–26 de junio de 2015) fue un historietista y artista gráfico checo. Apodado «el rey de la historieta checa», desde finales de los años 1960 fue considerado uno de los máximos exponentes de la historieta checa. Tuvo una gran influencia en la cultura popular anterior a 1989. Fue el hermano gemelo de Jan Saudek, fotógrafo y pintor internacionalmente conocido.

## Biografía
Los gemelos Karel y Jan Saudek nacieron en Praga en 1935. Su padre, Gustav Saudek, era judío, y su madre era de origen checo (eslavo). Las familias paterna y materna provenían de Bohemia, naciendo Gustav en Děčín. Tras la invasión nazi de Checoslovaquia durante la Segunda Guerra Mundial, la familia estuvo expuesta a la persecución racial infligida por los alemanes contra judíos y eslavos. Kája y su hermano Jan fueron encarcelados junto con otros niños Mischlinge (de sangre cruzada) en el campo de concentración nazi de Luža en Polonia. Muchos de sus familiares judíos murieron en el campo de concentración de Theresienstadt en Checoslovaquia, donde su padre fue deportado en febrero de 1945, pero los dos hermanos y el padre sobrevivieron y consiguieron regresar a Praga y rehacer sus vidas.

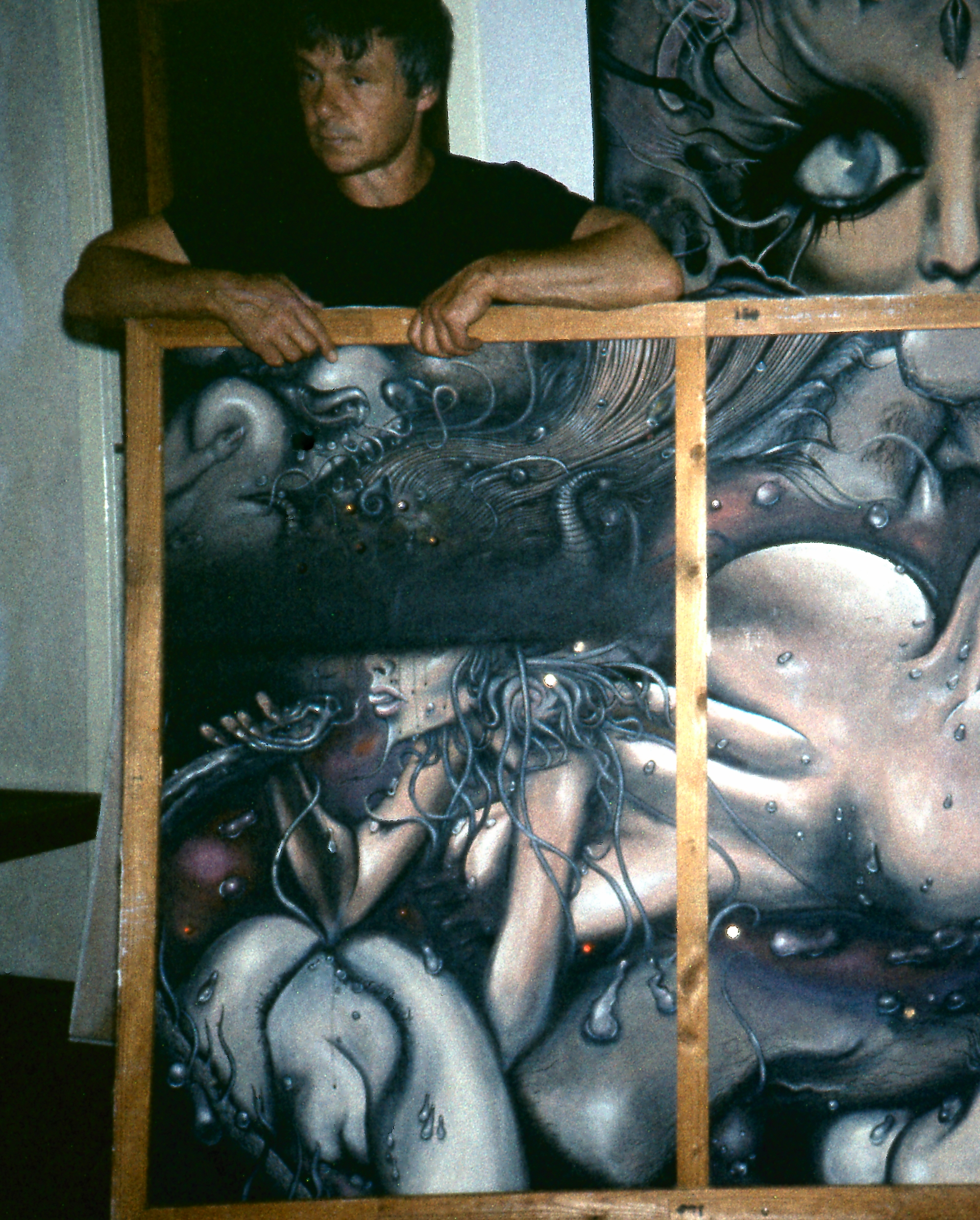
Kája Saudek en su estudio a mediados de los años 1980s.

Saudek, ya de pequeño, se había familiarizado con el cómic estadounidense. Sus primeras influencias provinieron de las obras de Walt Disney. Después de la guerra, con la llegada de los comunistas al gobierno y el establecimiento de la cortina de hierro encabezada por la Unión Soviética, Saudek también recibió influencias de los también artistas estadounidenses Robert Crumb y Richard Corben. Fue redactor técnico y en los años 1950 trabajó de tramoyista en los Estudios Barrandov. 
Allí, Kája conoció a la actriz Olga Schoberová y la caracterizó como modelo de su personaje de historieta «sexy Jessie», que llegó a ser uno de los personajes más conocidos. Durante un tiempo, Kája y Olga salieron juntos. En 1966, el director de cine Miloš Macourek utilizó algunos de los dibujos de Saudek en la película Kdo chce zabít Jessii? («¿Quién quiere matar a Jessie?»), en la que Schoberová interpretó a Jessie. Durante su trabajo en la realización de la película, Saudek conoció a la que sería su mujer, Hana.
Saudek influyó significativamente en la creciente cultura popular de Checoslovaquia. En los años 1960, creó las ilustraciones para los guiones de Jaroslav Foglar, Ondřej Neff y otros autores.
Saudek se inspiró en familiares y amigos para crear sus personajes. En 1969, publicó una parte de su serie de historietas Muriel a andělé («Muriel y los ángeles»), que cuenta la historia de una joven médico, Muriel, que conoce a un ángel llamado Ro que proviene de un futuro lejano. Ro intenta introducir a Muriel a un mundo sin odio, sin personas malvadas y sin muerte. Saudek se inspiró en Olga Schoberová para crear a Muriel, y empleó a su hermano Jan como modelo para el general Xenon, antagonista de la historieta. Los censores comunistas consideraron que la historieta era políticamente sospechosa y prohibieron su publicación. El estilo de Saudek estaba considerado demasiado «estadounidense» y algunos de sus críticos lo calificaron de ejemplo de arte kitsch burgués. La saga completa de Muriel fue publicada en 1991, después del cambio de gobierno. En 1971, Saudek contribuyó a la película Čtyři vraždy stačí, drahoušku («Cuatro asesinatos bastan, cariño») con sus ilustraciones.
A principios de los años 1970, Saudek trabajó de ilustrador para la revista checoslovaca Mladý svět («Mundo joven»). Su serie Lips Tullian, inspirada por historias de aventuras del siglo XIX, fue prohibida por los censores del partido. La crítica de las obras de Saudek con la revista se endureció, con lo que se restringieron gradualmente las obras hasta prohibirse definitivamente a mediados de los años 1970. Entre 1976 y 1978, Saudek creó una serie de historietas con la temática de Třicet případů majora Zemana («Treinta casos del mayor Zeman»), una popular serie checoslovaca de acción dramática. Como la serie de televisión estaba pensada como un instrumento de propaganda y apoyaba las posturas comunistas oficiales y la adaptación de Saudek no se ajustaba a esta intención, el Ministerio de Interior prohibió su publicación. En 1999, el álbum fue publicado con el título El mayor Zeman y seis de sus casos.
En 1979, Saudek empezó a colaborar con la Sociedad Espeleológica Checa, que patrocinó la publicación de varias de sus series de historietas a lo largo de la siguiente década. En los años 1980, Saudek participó en la creación de una popular serie de televisión, Okna vesmíru dokořán («Las ventanas del universo están abiertas de par en par»), junto con Vladimír Železný y Jiří Grygar. La serie fue producida por la Televisión Eslovaca.
A comienzos de los años 1990, tras la Revolución de terciopelo y la caída del gobierno comunista, muchas de las obras de Saudek fueron publicadas en nuevas ediciones. Colaboró con la revista de historietas Kometa («Cometa») y con la revista erótica NEI Report. En abril de 2006 sufrió un accidente que lo dejó en coma. Fue ingresado en el Hospital Motol de Praga, y murió el 26 de junio de 2015.
En septiembre de 2009, tres de sus obras fueron clasificadas entre las cinco mejores de la historieta checa en una encuesta organizada por el periódico Mladá fronta DNES.

## Obras

### Películas
- Kdo chce zabít Jessii? (Who Wants to Kill Jessie?) (poster and fictional comics in the film)
- Čtyři vraždy stačí, drahoušku (Four Murders is enough, Honey) (animated scenes, fictional comics)
- Okna vesmíru dokořán (illustrations)

### Historietas
- Honza Hrom (1968) – 7 parts, own script, published in the Pop Music Express magazine)
- Pepík-Hipík (1969) –  4 parts, script by Rudolf Křesťan, Karel Hvížďala, Karel Šmíd, published in the Čtení pod lavicí magazine)
- Muriel a andělé (Muriel and Angels) (1969) – published in 1991, script by Miloš Macourek
- Muriel a oranžová smrt (Muriel and the Orange Death) (1970) – published in 2009 by Albatros, partially lost[15]
- Čtverylka (1971) – 22 strips, script by Rudolf Křesťan, Haiduková, Tikalová, Pacovský, published in Mladý svět
- Výprava ze Sixie (Expedition from Sixia), (1971–72) – script by Miloš Polášek, published in the Ostravský Kulturní Zpravodaj
- Lips Tullian, nejobávanější náčelník lupičů (Lips Tullian, the Most Redoubtable Leader of Bandits) (1972) published in Mladý svět
- Diamantová šifra (The Diamond Code) (1972) – unfinished, 12 parts, script by Svatopluk Novotný, published in Mladá Fronta
- Fantom opery uvádí (Phantom of the Opera Presents) (1973) – published in Mladý svět
- Černý Filip (Black Phillip) (1974) – script by Jaroslav Weigel, published in Mladý svět
- Major Zeman (1978–1979) – script by Jaroslav Weigel, published in Pionýrská stezka
- Tajemství zlatého koně (The Secret of the Golden Horse) (1979), own script, published by Czech Speleological Society
- Po stopách sněžného muže (1980) – script by Josef Nesvatba, published by Czech Speleological Society
- Trať se ztrácí ve tmě (1980) – published by Czech Speleological Society
- Stříbrný poklad (Silver Treasure) (1982) – script by J.Weigel, published by Czech Speleological Society
- Studňa (The Well) (1984) – published in Film a Divadlo)
- Modrá rokle (The Blue Ravine) (1984) – script by Jaroslav Foglar, published by Czech Speleological Society
- Peruánský deník (Peruvian Diary) (1984) – published by Czech Speleological Society
- Konec Sahrbergovy bandy (The End of the Sahrberg Bunch) (1985) – published by Czech Speleological Society
- Ztracený kamarád (The Lost Friend) (1987) – script by Jaroslav Foglar, published by Czech Speleological Society
- Arnal a dva dračí zuby (Arnal and Two Dragon Teeth) (1988) – script by Ondřej Neff, published by Czech Speleological Society[16]
- Jeskyně Saturn (The Saturn Cave) (1990–1991) – script by J. Foglar, published by Czech Speleological Society

### Exposiciones selectas
Saudek expuso sus obras en más de 300 exposiciones en solitario en Checoslovaquia y otros países. Algunas de las exposiciones más significativas se enumeran a continuación: 
- 1997 – Konstanz, Rosengarten Museum. "Czech Posters of the '60s from the Collections of the Moravian Gallery Brno"
- 2002 – Prague, Czech Museum of Visual Arts. "Czech Comics (?) and Visual Arts"
- 2003 – Prague, Mánes. "Film Poster"
- 2009 - Prague, Czech Center. Kaja Saudek and '60s (Nov. 2009-Jan. 2010)[1]